# Verisign
VeriSign, Inc. (estilizado VERISIGN) es una empresa estadounidense con sede en Reston (Virginia), Estados Unidos. La compañía opera una gran variedad de infraestructuras de red que incluye dos de los trece servidores de nombre raíz de Internet, además del registro autoritativo para los dominios de nivel superior genéricos .com, .net y .name, los dominios de nivel superior geográficos .cc y .tv, y los sistemas de respaldo de los dominios de nivel superior .jobs y .edu. La empresa ofrece asimismo una serie de servicios de seguridad que incluyen la gestión de DNS, la mitigación de ataques de denegación distribuida de servicio (DDoS por sus siglas en inglés) y la generación de informes sobre ciberamenazas.
En 2010, Verisign vendió a Symantec su unidad de negocios dedicada a la autenticación por US$1.280 millones. Ésta incluía los servicios de SSL (Secure Socket Layer), PKI (Public Key Infrastructure), Verisign Trust Seal y Verisign Identity Protection (VIP).
En agosto de 2010, el exdirector de finanzas de Verisign, Brian Robins, anunció que la compañía abandonaría su sede original en Mountain View (California), para trasladarse en 2011 a Dulles, en Virginia del Norte, debido a que el 95% de los negocios de la empresa estaban en la Costa Este.

## Historia
Verisign se creó en 1995 a partir de la escisión de los servicios de certificación de la empresa RSA Security. La nueva compañía recibió licencias para adaptar patentes de criptografía de RSA y un acuerdo de no competencia por un tiempo limitado. Verisign actuaba entonces como una Autoridad de Certificación (AC) y su misión inicial consistía en «proporcionar confianza en Internet y el comercio electrónico por medio de nuestros servicios y productos de autenticación digital». Antes de vender los negocios de certificación a Symantec en 2010, Verisign contaba con más de 3.000.000 de certificados en operación para todo tipo de cosas, que iban desde el ámbito militar hasta los servicios financieros y las aplicaciones para minoristas. Esta cifra convertía a la empresa en la mayor Autoridad de Certificación detrás de la encriptación y autenticación en Internet, actividad que la mayoría de las personas reconoce por el pequeño icono de un candado que aparece en el navegador al momento de comprar en línea o iniciar una sesión en un sitio web seguro.
En 2000, Verisign adquirió Network Solutions, que operaba los dominios de nivel superior genéricos (gTLD) .com, .net y .org bajo un acuerdo con la Corporación de Internet para la Asignación de Nombres y Números (ICANN por sus siglas en inglés) y el Departamento de Comercio de los Estados Unidos. Estas funciones de registro básicas se convirtieron en la base de la división de dominios de Verisign, la que es ahora la unidad de negocios más grande e importante de la empresa. En 2003, Verisign se desprendió de los negocios minoristas de Network Solutions (registrador de nombres de dominio), pero conservó la función de registro de nombres de dominio (mayorista) como su negocio principal en el área de las direcciones de Internet.
El 9 de agosto de 2010, Symantec completó la adquisición de los negocios de autenticación de Verisign por un valor aproximado de US$1.280 millones. Estos incluían los Servicios de Certificados de Secure Sockets Layer (SSL), los Servicios de Public Key Infrastructure (PKI), los Servicios de Verisign Trust, el Servicio de Autenticación Verisign Identity Protection (VIP) y una participación mayoritaria en Verisign Japan.
Verisign opera dos negocios: los Servicios de Dominios, que comprenden la operación de los dominios de nivel superior y la infraestructura fundamental de Internet; y los Servicios de Inteligencia de Red y Disponibilidad (NIA), que incluyen tareas como la mitigación de ataques de DDoS, gestión de DNS y la inteligencia de amenazas.

## Productos y servicios
La división de servicios de dominios constituye el principal negocio de Verisign. Ésta opera los registros de los nombres de dominio autoritativos para dos de los dominios de nivel superior más importantes de Internet: .com y .net. Verisign es el operador de registro contratado de los dominios de nivel superior .name y .gov, además de los dominios de nivel superior geográficos .cc (Islas Cocos) y .tv (Tuvalu). Aparte de esto, es el principal subcontratista técnico para los dominios de nivel superior .edu y .jobs para sus operadores de registro respectivos, que corresponden a organizaciones sin ánimo de lucro. En este rol, Verisign mantiene los archivos de zona de estos dominios particulares y aloja los dominios en sus servidores. Los operadores de registro son los «mayoristas» de los nombres de dominio en Internet, mientras que los registradores de nombres de dominio actúan como «minoristas», trabajando en forma directa con los consumidores para registrar una dirección de un nombre de dominio.
Verisign opera dos de los 13 «servidores raíz» de Internet, los que se identifican por las letras A-M (los servidores raíz «A» y «J»). Estos servidores constituyen la cúspide de la jerarquía del Sistema de Nombres de Dominio que respalda toda la comunicación en Internet. Además, genera el archivo de zona raíz reconocido en todo el mundo y es el responsable del procesamiento de los cambios al archivo una vez que han sido ordenados por la ICANN y aprobados por el Departamento de Comercio de los Estados Unidos. Originalmente, los cambios a las zonas raíz se distribuían a través del servidor raíz A, pero ahora se distribuyen a los 13 servidores mediante un sistema de distribución aparte, que es mantenido por Verisign. Verisign es el único de los 12 operadores de servidores raíz que opera más de uno de los 13 servidores de nombre raíz. Estos servidores A y J se direccionan por proximidad (anycast) y ya no son operados desde ningún centro de datos de la empresa. Esta medida tiene por fin aumentar la redundancia y la disponibilidad, y atenuar la amenaza que representa un punto de falla único.